# Monaco '74
Monaco '74 è il terzo album in studio del gruppo musicale italiano Delta V, pubblicato nel 2001 dalla Dischi Ricordi.
La parte vocale in questo disco è affidata all'americana Gi Kalweit. Ospite in diverse tracce è il rapper inglese JC 001.

## Il disco
La composizione del disco avvenne nella prima metà del 2001. Prima di entrare in studio per effettuare le registrazioni (che hanno avuto luogo in Liguria durante l'estate), il gruppo pubblica, come "antipasto", il singolo Un'estate fa, che ottiene un discreto successo e porta i Delta V ad esibirsi al Festivalbar 2001.
Il titolo di lavorazione dell'album è indicato sul sito ufficiale come Subbuteo, che però, per problemi di copyright, fu cambiato in Monaco '74, come tributo al periodo che musicalmente ha ispirato le nuove canzoni, oltre che, rimanendo in ambito calcistico, ai mondiali di calcio del 1974.
L'uscita dell'album venne fissata per ottobre, seguita qualche mese dopo dal secondo singolo, Numeri in mia vita, distribuito solo a radio e TV e non come CD fisico.
Nell'intervallo tra il tour invernale e quello estivo, i Delta V curarono l'uscita del terzo e ultimo singolo, Un colpo in un istante, al cui video parteciparono numerosi attori, calciatori e altri sportivi italiani.

## Tracce
Testi di Flavio Ferri, musiche di Carlo Bertotti, eccetto dove indicato.
1. I treni e le nuvole – 3:56
2. Un'estate fa – 3:54 (testo: Pierre Delanoë, Michel Fugain e Franco Califano – musica: Carlo Bertotti e Roberto Vernetti)
3. L'ombra in me (feat. JC 001) – 3:59 (testo: Flavio Ferri, Jonathan Pandy – musica: Carlo Bertotti)
4. Un colpo in un istante – 4:16 (testo: Flavio Ferri, Luca Ragagnin – musica: Carlo Bertotti)
5. Numb – 3:51
6. Numeri in mia vita – 4:12 (testo: Flavio Ferri, Luca Ragagnin – musica: Carlo Bertotti)
7. My Personal Zen (feat. JC 001) – 3:15 (testo: Jonathan Pandy – musica: Carlo Bertotti)
8. Clocks – 4:40
9. Sui vetri di sole – 4:11
10. Shine on Gold – 3:55 (testo: Flavio Ferri, John Barry – musica: Carlo Bertotti)
11. Quasi come vorrei – 4:00 (testo: Flavio Ferri, Luca Ragagnin – musica: Carlo Bertotti)
12. Em teus braços – 3:57 (testo: Antônio Carlos Jobim, Flavio Ferri – musica: Carlo Bertotti)
13. Stories and Lies – 3:52
14. La differenza – 4:36
15. Pull Me Under (feat. JC 001) – 3:56 (testo: Flavio Ferri, Jonathan Pandy – musica: Carlo Bertotti)
16. Quello che resta – 4:53
17. La corta notte delle bambole di vetro – 0:59 (musica: Carlo Bertotti, Ennio Morricone)
18. Berlin 1981 (feat. JC 001) – 3:20 (testo: Flavio Ferri, Jonathan Pandy – musica: Carlo Bertotti)
19. Glenda – 0:49

## Crediti
- Gi Kalweit: voce
- JC 001: voce
- Luca Scarpa: pianoforte
- Bruno Bergonzi: batteria
- Lorenzo Corti: chitarra
- Marco Brioschi: tromba
- Gianni Bobbio: flauto, fischio
- Marco Trentacoste: chitarra
- Noris Borgogelli: arpa
- Alice Ricciardi: cori
- Alberina Balzo: soprano
- Archi: Orchestra d'Archi Malatesta
- Prodotto e arrangiato da Carlo Bertotti

## Recensioni
- Gufetto.it[collegamento interrotto].
- MusicaItaliana.com, su rockol.it. URL consultato il 21 settembre 2007 (archiviato dall'url originale il 25 marzo 2008).
- MusicalNews [collegamento interrotto], su musicalnews.com.
- NewEmotion, su newemotion.it. URL consultato il 21 settembre 2007 (archiviato dall'url originale il 15 dicembre 2005).
- Rockit.it[collegamento interrotto].